# Philautus hypomelas
Philautus hypomelas är en groddjursart som först beskrevs av Günther 1876.  Philautus hypomelas ingår i släktet Philautus och familjen trädgrodor. Inga underarter finns listade i Catalogue of Life.